# Arkiv X (säsong 1)
Säsong 1 av Arkiv X, en amerikansk TV-serie skapad av Chris Carter, började sändas den 10 september 1993 på Fox.

## Rollista

### Huvudroller
- David Duchovny som Special Agent Fox Mulder
- Gillian Anderson som Special Agent Dana Scully

### Återkommande roller
- Jerry Hardin som Deep Throat
- William B. Davis som Cigarette Smoking Man
- Doug Hutchison som Eugene Victor Tooms
- Charles Cioffi som Scott Blevins
- Mitch Pileggi som Walter Skinner
- Bruce Harwood som John Fitzgerald Byers
- Tom Braidwood som Melvin Frohike
- Dean Haglund som Richard Langly
- Zachary Ansley som Billy Miles
- Scott Bellis som Max Fenig
- Don S. Davis som William Scully
- Lindsey Ginter som Crew Cut Man
- Sarah Koskoff som Theresa Nemman
- Sheila Larken som Margaret Scully

## Avsnitt
| Nr i serien | Nr i säsongen | Titel                  | Regissör         | Manus                           | Originalvisning   | Prod. kod | Tittarsiffror (miljoner) |
| --- | ------------- | ---------------------- | ---------------- | ------------------------------- | ----------------- | --------- | ------------------------ |
| 1 | 1             | "Pilot"                | Robert Mandel    | Chris Carter                    | 10 september 1993 | 1X79      | 12.0                     |
| Special Agent Dana Scully paras ihop med Special Agent Fox Mulder, för att värdesätta hans arbete på ett speciellt projekt, vid namn Arkiv X. Medan han tror på det paranormala, och hålls igång av ett förlorat minne av att hans syster blev bortförd av rymdvarelser; så är hon en forskare och föredrar att leta efter rationella, logiska förklaringar. Deras första fall tar de till Oregon, för att undersöka de olösta morden av åtskilliga High School-klasskompisar, vilka Mulder tror kan kopplas till rymdvarelser. |               |                        |                  |                                 |                   |           |                          |
| 2 | 2             | "Deep Throat"          | Daniel Sackheim  | Chris Carter                    | 17 september 1993 | 1X01      | 11.1                     |
| Mulder och Scully åker till Ellens Flygvapen-bas, för att undersöka det mystiska fallet med en militär testpilot som försvann efter att ha upplevt konstigt psykotiskt beteende. Medan de jobbar med fallet, möter Mulder en mystisk man, som kallas Deep Throat, som påstår sig inneha hemligstämplad information angående Mulders undersökningar i det paranormala. |               |                        |                  |                                 |                   |           |                          |
| 3 | 3             | "Squeeze"              | Harry Longstreet | Glen Morgan & James Wong        | 24 september 1993 | 1X02      | 11.1                     |
| En av Scullys vänner från FBI-akademin, och som numera jobbar på Våldsamma Brott-enheten, ber henne hjälpa honom i en mordundersökning, utan något klart motiv, eller ingångsställe, i hopp om att det ska rädda hennes karriär och Scully accepterar, och inser till slut vilket skämt hon och Mulder anses vara. Mulder går igenom fallet, och upptäcker att liknande mord skett 1903, 1933 och 1963. När han hjälper till att fånga Eugene Tooms, nämner Mulder de andra morden, och hans trovärdighet blir mindre. Mulder och Scully följer fallets paranormala vinkel, och upptäcker att Tooms är en genetisk mutant, som kan trycka sin kropp genom de minsta utrymmen, och måste äta fem människolevrar för att få näring för att ligga i ide i 30 år. |               |                        |                  |                                 |                   |           |                          |
| 4 | 4             | "Conduit"              | Daniel Sackheim  | Alex Gansa & Howard Gordon      | 1 oktober 1993    | 1X03      | 9.2                      |
| När avdelningschef Blevins uttrycker sin oro över Arkiv X, blir Mulder besatt av att lösa ett fall, som mycket liknar en närkontakt han hade som barn... hans lillasyster, Samanthas, bortföring. |               |                        |                  |                                 |                   |           |                          |
| 5 | 5             | "The Jersey Devil"     | Joe Napolitano   | Chris Carter                    | 8 oktober 1993    | 1X04      | 10.4                     |
| Mordet på en hemlös man, som är väldigt likt ett mord från 1947, leder Mulder och Scully till en legendarisk människobest, som bor i skogarna nära Atlantic City. Jerseydjävulen var en neandertalare |               |                        |                  |                                 |                   |           |                          |
| 6 | 6             | "Shadows"              | Michael Katleman | Glen Morgan & James Wong        | 22 oktober 1993   | 1X05      | 8.8                      |
| När en osynlig kraft begår flera mord, med en ung kvinna närvarande, misstänker Mulder att det är kvinnans förra chefs ande, som man tror begått självmord, men som faktiskt blev mördad, och att han beskyddar henne från hans affärskompanjon. |               |                        |                  |                                 |                   |           |                          |
| 7 | 7             | "Ghost In The Machine" | Jerrold Freeman  | Alex Gansa & Howard Gordon      | 29 oktober 1993   | 1X06      | 9.5                      |
| En dator med mycket avancerad artificiell intelligens börjar döda för att försvara dess existens, när den anses otillräcklig för att fortsätta beskydda arbetet i en kontorsbyggnad. Se även: deux ex machina |               |                        |                  |                                 |                   |           |                          |
| 8 | 8             | "Ice"                  | David Nutter     | Glen Morgan & James Wong        | 5 november 1993   | 1X07      | 10.0                     |
| När ett arktiskt forskningslag under mystiska omständigheter dödar varandra, bara några dagar efter att ha borrat djupare in i isen än någonsin tidigare, så följer Mulder och Scully med ett lag doktorer och forskare, för att undersöka. De upptäcker en organism, som infekterar levande varelser, och stärker värdens känslor av ilska och paranoia, och det nya laget börjar dö en efter en, samtidigt som de undrar vem som blivit infekterad. |               |                        |                  |                                 |                   |           |                          |
| 9 | 9             | "Space"                | William Graham   | Chris Carter                    | 12 november 1993  | 1X08      | 10.7                     |
| Någon saboterar en rymdskyttel, men spåren leder till översten som bevakar allt, och som påstår sig ha sett en rymdvarelse i rymden, medan han kollade på Mars från en omloppsbana runt Jorden. |               |                        |                  |                                 |                   |           |                          |
| 10 | 10            | "Fallen Angel"         | Larry Shaw       | Alex Gansa & Howard Gordon      | 19 november 1993  | 1X09      | 8.8                      |
| Mulder gör Arkiv X framtid osäker, när han åker till en plats där ett UFO kraschat. Militären är där, för att städa undan alla spår. Mulder arresteras och när han sitter i häktet möter han Max Fenig, en UFO-nörd, vars NICAP-grupp har följt Mulders arbete i Arkiv X. När Mulder släpps, uppmanar Scully honom att återvända till Washington, för att prata med sina chefer, och rädda sitt jobb, men Mulder upptäcker att Max är mer än han ser ut att vara, och stannar, för att rädda honom. |               |                        |                  |                                 |                   |           |                          |
| 11 | 11            | "Eve"                  | Fred Gerber      | Kenneth Biller & Chris Brancato | 10 december 1993  | 1X10      | 10.4                     |
| När två fäder i motsatta delar av landet blir oförklarligt mördade vid exakt samma tidpunkt, på exakt samma sätt, upptäcker Mulder och Scully att deras åttaåriga döttrar är perfekta tvillingar, och skapades för att fortsätta Litchfield-experimentet, ett genetik-projekt från 50-talet, som producerade åtskilliga identiska pojkar, vid namn Adam och flickor vid namn Eve, som har förhöjd styrka och intelligens, men ofta upplever psykotiskt beteende. I avsnittet använder flickorna digitalis från fingerborgsblomma för att förgifta människor med. |               |                        |                  |                                 |                   |           |                          |
| 12 | 12            | "Fire"                 | Larry Shaw       | Chris Carter                    | 17 december 1993  | 1X11      | 11.1                     |
| En gammal Oxford-flickvän till Mulder ber om hans hjälp i ett internationellt fall, som innefattar de oförklarliga avrättningarna av åtskilliga brittiska högt uppsatta män. Mulder och Scully möter då en lönnmördare som kan skapa eld med sina bara händer och kontrollera elden. |               |                        |                  |                                 |                   |           |                          |
| 13 | 13            | "Beyond The Sea"       | David Nutter     | Glen Morgan & James Wong        | 7 januari 1994    | 1X12      | 10.8                     |
| När dödsdömde fången Luther Lee Boggs påstår sig vara medial och kan leda Mulder till en seriemördare i utbyte mot livstid i fängelse, så blir Scully ofrivilligt troende, när Boggs berättar för henne att hon kan kommunicera med sin nyligen avlidna pappa, genom honom. Gästskådespelare: Brad Dourif |               |                        |                  |                                 |                   |           |                          |
| 14 | 14            | "Genderbender"         | Rob Bowman       | Larry Barber & Paul Barber      | 21 januari 1994   | 1X13      | 11.1                     |
| En serie sex-orienterade mord, som är identiska, förutom att mördaren verkar vara både man och kvinna, tar Mulder och Scully till ett Amish-liknande samhälle, med människor som kanske ursprungligen är rymdvarelser. Kuriosa: En av amish-mördarna spelas av Nicholas Lea som senare återkom som den falske FBI-agenten Krycek. |               |                        |                  |                                 |                   |           |                          |
| 15 | 15            | "Lazarus"              | David Nutter     | Alex Gansa & Howard Gordon      | 4 februari 1994   | 1X14      | 12.1                     |
| När FBI-agenten Jack Willis och bankrånaren Warren Dupre båda blir skjutna samtidigt under ett rån-försök, så dör Dupre, medan Willis vaknar till liv igen. När Willis flyr från sjukhuset och börjar bete sig konstigt, anar Mulder att Dupre har kommit tillbaka till liv i Willis kropp. |               |                        |                  |                                 |                   |           |                          |
| 16 | 16            | "Young At Heart"       | Michael Lange    | Scott Kaufer & Chris Carter     | 11 februari 1994  | 1X15      | 11.5                     |
| Mulder blir förföljd av någon från hans förflutna, John Barnett, en brottsling, som han hjälpte till att fånga, har återvänt för att hämnas. Mulder och Scully upptäcker att Barnett flydde på grund av en läkare som försökte upptäcka åldrandets hemligheter, och agenterna inser snart att Barnett har hittat den perfekta förklädnaden: Ungdom. |               |                        |                  |                                 |                   |           |                          |
| 17 | 17            | "E.B.E."               | William Graham   | Glen Morgan & James Wong        | 18 februari 1994  | 1X16      | N/A                      |
| Mulder och Scully får information från Deep Throat om ett UFO, som blev nerskjutet över Irak och i hemlighet har transporterats till USA. Men sen ljuger Deep Throat för dem, för att hindra dem från att upptäcka sanningen. |               |                        |                  |                                 |                   |           |                          |
| 18 | 18            | "Miracle Man"          | Michael Lange    | Howard Gordon & Chris Carter    | 18 mars 1994      | 1X17      | 11.6                     |
| En ung man som har kraften att hela folk med sin beröring, börjar ifrågasätta sin gåva, när folk börjar dö, efter att han helat dem. |               |                        |                  |                                 |                   |           |                          |
| 19 | 19            | "Shapes"               | David Nutter     | Marilyn Osborne                 | 1 april 1994      | 1X18      | 11.5                     |
| Mulder och Scully åker till ett indian-reservat, för att undersöka en indian-mans död. Mannen misstogs för att vara ett vilt djur, och kan ha varit den legendariska manitoun, en man som kan byta skepnad till en best. |               |                        |                  |                                 |                   |           |                          |
| 20 | 20            | "Darkness Falls"       | Joe Napolitano   | Chris Carter                    | 15 april 1994     | 1X19      | 12.5                     |
| När en grupp skogshuggare i Washington State National Forest försvinner på samma sätt, som en annan grupp försvann på för 50 år sen, åker Mulder och Scully dit för att undersöka, och det slutar med att de sitter fångade i en stuga, omgiven av köttätande insekter, som bara attackerar på natten. Avsnittet belönades för sitt miljötema. |               |                        |                  |                                 |                   |           |                          |
| 21 | 21            | "Tooms"                | David Nutter     | Glen Morgan & James Wong        | 22 april 1994     | 1X20      | 13.4                     |
| Eugene Tooms, den genetiska mutanten (från Squeeze), får gå fri från fängelset och Mulder ser det som sin uppgift att se till att han fångas, precis när han håller på att ta den sista människolevern han behöver, för att gå i ide i ytterligare 30 år. |               |                        |                  |                                 |                   |           |                          |
| 22 | 22            | "Born Again"           | Jerrold Freeman  | Alex Gansa & Howard Gordon      | 29 april 1994     | 1X21      | 13.7                     |
| Efter att en detektiv och hans före detta kompanjon dör under oförklarliga omständigheter, kopplas olyckorna till en liten tjej, som bevittnade båda dödsfallen, och Mulder tror att hon kan vara reinkarnationen av en polis, som dödades av sina kollegor. |               |                        |                  |                                 |                   |           |                          |
| 23 | 23            | "Roland"               | David Nutter     | Chris Ruppenthal                | 6 maj 1994        | 1X22      | 12.5                     |
| En forskare som arbetar med avancerad jetdrifts-teknologi mördas av den handikappade vaktmästaren Roland, som sen rättar till mannens uträkningar. Mulder och Scully undersöker fallet, och upptäcker att en annan nyligen avliden forskare, vars huvud blivit kryotekniskt fruset, var Rolands tvillingbror, och kontrollerar honom telepatiskt från andra sidan graven. |               |                        |                  |                                 |                   |           |                          |
| 24 | 24            | "The Erlenmeyer Flask" | R.W. Goodwin     | Chris Carter                    | 13 maj 1994       | 1X23      | 14.0                     |
| När han följer en vag ledtråd från Deep Throat, upptäcker Mulder hemliga prov med utomjordiskt DNA i människor, utförda av regeringen. Men han fångas och infekteras av ett utomjordiskt retrovirus. Deep Throat försöker göra för mycket för agenterna, och upptäcks som Mulders källa, vilket får honom avrättad. I slutet informerar Mulder Scully om att han fått order från toppen att stänga Arkiv X. |               |                        |                  |                                 |                   |           |                          |

## Hemvideoutgivningar
| The X-Files – The Complete First Season                                                                       | | | | | | | |
| Detaljer | Detaljer | Detaljer | Detaljer | Extramaterial | Extramaterial | Extramaterial | Extramaterial |
| - 24 episodes - 7-disc set - 1.33:1 aspect ratio - Subtitles: English, Spanish - English (Dolby 2.0 Surround) | - 24 episodes - 7-disc set - 1.33:1 aspect ratio - Subtitles: English, Spanish - English (Dolby 2.0 Surround) | - 24 episodes - 7-disc set - 1.33:1 aspect ratio - Subtitles: English, Spanish - English (Dolby 2.0 Surround) | - 24 episodes - 7-disc set - 1.33:1 aspect ratio - Subtitles: English, Spanish - English (Dolby 2.0 Surround) | - "The Truth About Season One" documentary - Chris Carter talks about 12 episodes: "Pilot", "Deep Throat", "Squeeze", "Conduit", "Ice", "Fallen Angel", "Eve", "Beyond The Sea", "E.B.E", "Darkness Falls", "Tooms", and "The Erlenmeyer Flask" - Special effects clip from "Fallen Angel" - Deleted scene from "Pilot" - 11 "Behind-the-truth" spots from F/X - 47 promotional television spots - "Paranormal and Alien Abduction Trivia and Weblinks - Cross Reference of 24 Previews - DVD-ROM Games | - "The Truth About Season One" documentary - Chris Carter talks about 12 episodes: "Pilot", "Deep Throat", "Squeeze", "Conduit", "Ice", "Fallen Angel", "Eve", "Beyond The Sea", "E.B.E", "Darkness Falls", "Tooms", and "The Erlenmeyer Flask" - Special effects clip from "Fallen Angel" - Deleted scene from "Pilot" - 11 "Behind-the-truth" spots from F/X - 47 promotional television spots - "Paranormal and Alien Abduction Trivia and Weblinks - Cross Reference of 24 Previews - DVD-ROM Games | - "The Truth About Season One" documentary - Chris Carter talks about 12 episodes: "Pilot", "Deep Throat", "Squeeze", "Conduit", "Ice", "Fallen Angel", "Eve", "Beyond The Sea", "E.B.E", "Darkness Falls", "Tooms", and "The Erlenmeyer Flask" - Special effects clip from "Fallen Angel" - Deleted scene from "Pilot" - 11 "Behind-the-truth" spots from F/X - 47 promotional television spots - "Paranormal and Alien Abduction Trivia and Weblinks - Cross Reference of 24 Previews - DVD-ROM Games | - "The Truth About Season One" documentary - Chris Carter talks about 12 episodes: "Pilot", "Deep Throat", "Squeeze", "Conduit", "Ice", "Fallen Angel", "Eve", "Beyond The Sea", "E.B.E", "Darkness Falls", "Tooms", and "The Erlenmeyer Flask" - Special effects clip from "Fallen Angel" - Deleted scene from "Pilot" - 11 "Behind-the-truth" spots from F/X - 47 promotional television spots - "Paranormal and Alien Abduction Trivia and Weblinks - Cross Reference of 24 Previews - DVD-ROM Games |
| Släppdatum | | | | | | | |
| Region 1 | Region 1 | Region 2 | Region 2 | Region 4 | Region 4 | | |
| 9 maj 2000 | 9 maj 2000 | 6 november 2000                                                                                               | 6 november 2000                                                                                               | 22 november 2000 | 22 november 2000 | | |